# エニシング・ゴーズ (ミュージカル)
『エニシング・ゴーズ』（Anything Goes）は、コール・ポーター作詞・作曲の楽曲を用いたミュージカル。豪華客船を舞台に多彩な登場人物、ドタバタでハチャメチャな明るいストーリーをジャズのメロディーとダンスで魅せるミュージカル・コメディである。オリジナル脚本はP・G・ウッドハウス、ガイ・ボルトン。コール・ポーター最大のヒット作と呼ばれる。

## 概要
1934年にブロードウェイ初演。リノ役はエセル・マーマン。
1956年にはパラマウント映画の配給、ビング・クロスビー、ジジ・ジャンメール、ドナルド・オコナーの主演で映画化がされた。邦題は『夜は夜もすがら』。
さらに1988年新脚本版（ティモシー・クラウス、ジョン・ワイドマン）がリンカーン・センターで上演され、第42回トニー賞（en:42nd Tony Awards）にて3部門（ベスト・リバイバル賞、ミュージカル助演男優賞、振付賞）を獲得した。
2011年では再びトニー賞（en:65th Tony Awards）3部門（ミュージカル・リバイバル作品賞、ミュージカル主演女優賞、振付賞）を獲得しており、初演から80年を経てもなお、人気のほどがうかがえる。
また、楽曲「エニシング・ゴーズ」はジャズのスタンダードナンバーとして今日でも多くの演奏が行われている。
日本における公演は、1989年に演出・振付宮本亜門、主演大地真央、共演植木等が初めてである。2013年には瀬奈じゅん主演、2021年には紅ゆずる主演で公演された。

## あらすじ
大西洋横断航路の豪華客船S・S・アメリカン号に乗り込むのは、実業家、船上で結婚式を行おうとする社交界の華、その挙式を阻止しようとする者、ナイトクラブの歌姫、指名手配のギャングとその情婦。
それぞれの思惑と恋愛感情が絡まり合って、S・S・アメリカン号の航海は始まる。

## 登場人物
リノ・スウィーニー
ニューヨークで一番のナイトクラブの大スター。ビリーに夢中になっているが、ビリーはホープに夢中なため反応は今ひとつ。ショーガールとして雇われ、仲間たちとともにS・S・アメリカン号に乗り込む。
最終的にはオークリー卿と結ばれる。
ビリー・クロッカー
ホイットニーの腹心の部下。一度だけパーティで会ったことがある社交界の華ホープ・ハーコートにぞっこんになっている。
結果的にムーンフェイスをかばったことで、ムーンフェイスからスネーク･アイズの偽造パスポートと乗船券をもらう。ホープが船上での結婚式を計画していると知ったビリーは上司ホイットニーの命令に背いてS・S・アメリカン号に偽造パスポートで密航してしまう。
スネーク･アイズが乗船しているという情報を得た船長から、ビリーはスネーク･アイズだと思われて船内で指名手配されてしまい、スネーク・アイズ（ビリー）を探し回る船員の目を避けるために、さまざまな変装をしつつ、ホープとオークリー卿の仲を裂こうと奮闘する｡
最終的にはホープと結ばれる。
ホープ・ハーコート
社交界の華。ビリーに惹かれはするものの、母の命によって、イギリス貴族のイヴリン・オークリー卿と婚約しており、S・S・アメリカン号の航海中に船上結婚式を行う予定。
ムーンフェイス・マーティン
指名手配（Public Enemy）第13番のギャング。S・S・アメリカン号でスネーク・アイズと落ち合う手はずになっていた。神父に変装してS・S・アメリカン号に乗り込む。
イヴリン・オークリー卿
イギリス貴族でお金持ち。ホープの婚約者。乗船中にリノと知り合い、いい仲になって行く。
イヴァンジェリン・ハーコート夫人
ホープの母親。未亡人。ホイットニーとも旧知の間柄。
世界恐慌を経て財政難になっていたが、娘（ホープ）をオークリー卿と結婚させることで再起を目論む。
ボニー/アーマ
ムーンフェイスの情婦。S・S・アメリカン号に乗船する。
初演時はボニー。1987年の再演からアーマと名前が替わっている。
エリーシャ・J・ホイットニー
ウォール街の実業家で富豪で独身。部下のビリーに近い将来暴落する株の売却を命じ、自分はボートレース観賞のためにS・S・アメリカン号でロンドンへ行く予定。
船上で再会したハーコート夫人に惹かれてゆく。
チンとリン/ルークとジョン
本物の神父に引率された、ギャンブル好きの中国人。しかし、本物の神父は出航寸前にFBIがムーンフェイスと間違えて逮捕してしまう。
1987年の再演からルークとジョンに名前が替わっている。日本公演ではルカ、ヨハネ。
スネーク・アイズ
指名手配第1番のギャング。S・S・アメリカン号でムーンフェイス・マーティンと落ち合う手はずになっていた。

## 日本公演
広報、パンフレットなどの表示順とは異なる。
| 役名           | 1989年     | 1990年     | 1991年   | 1996年     | 2013年     | 2021年   |
| -------------- | ---------- | ---------- | -------- | ---------- | ---------- | -------- |
| リノ           | 大地真央   | 大地真央   | 大地真央 | 大地真央   | 瀬奈じゅん | 紅ゆずる |
| ビリー         | 川崎麻世   | 川崎麻世   | 川崎麻世 | 石井一孝   | 田代万里生 | 大野拓朗 |
| ホープ         | 藤田朋子   | 柏原芳恵   | 岩崎良美 | 鈴木ほのか | すみれ     | 愛加あゆ |
| ムーンフェイス | 植木等     | 植木等     | 植木等   | 左とん平   | 鹿賀丈史   | 陣内孝則 |
| オークリー卿   | 太川陽介   | 太川陽介   | 太川陽介 | 太川陽介   | 吉野圭吾   | 廣瀬友祐 |
| ハーコート夫人 | ロミ・山田 | ロミ・山田 | 塩沢とき | 金井克子   | 保坂知寿   | 一路真輝 |
| アーマ         | 北村岳子   | 北村岳子   | 北村岳子 | 戸田恵子   | 玉置成美   | 平野綾   |
| ホイットニー   | 内田朝雄   | 内田朝雄   | 鶴田忍   | 笹野高史   | 大澄賢也   | 市川猿弥 |

| スタッフ | 1989年   | 1990年   | 1991年   | 1996年   | 2013年                           | 2021年                       |
| -------- | -------- | -------- | -------- | -------- | -------------------------------- | ---------------------------- |
| 演出     | 宮本亜門 | 宮本亜門 | 宮本亜門 | 謝珠栄   | 山田和也                         | 原田諒                       |
| 振付     | 宮本亜門 | 宮本亜門 | 宮本亜門 | 謝珠栄   | KAZUMI-BOY、大澄賢也、佐々木有子 | 麻咲梨乃、吉川哲朗、当銀大輔 |
| 訳詞     | 青井洋治 | 青井洋治 | 青井洋治 | 及川眠子 | 高橋亜子                         | 青井陽治                     |

## 楽曲
- 君にこそ心ときめく（I Get a Kick Out of You） - リノ
- (There's No Cure Like Travel)/Bon Voyage - 船員たち
- オール・スルー・ザ・ナイト - ビリー、ホープ
- You'd Be So Easy to Love - ビリー
- I Want to Row on the Crew - ホイットニー
- Sailor's Chanty (There'll Always Be A Lady Fair)
- Where Are the Men? - ボニー/アーマ
- You're the Top -  リノ、ビリー
- Waltz Down the Aisle - ビリー、ホープ
- Friendship - リノ、ムーンフェイス
- It's De-Lovely - ビリー
- エニシング・ゴーズ（Anything Goes） - リノと仲間たち
- Public Enemy Number One  - 船長、パーサー、船員たち
- Let's Step Out - ボニー/アーマ
- What a Joy to be Young - ホープ
- Let's Misbehave - リノ、オークリー卿
- Blow, Gabriel, Blow - リノと仲間たち
- Goodbye, Little Dream, Goodbye - ホープ
- Be Like the Bluebird - ムーンフェイス
- All Through the Night - ビリー、ホープ
- The Gypsy in Me - ホープ
- Buddie, Beware - リノ
- Take Me Back to Manhattan - リノ
- Finale (I Get a Kick Out of You) - リノ、その他大勢